# Muraenesox
Muraenesox es un género de peces de la familia Muraenesocidae.

## Especies
- Muraenesox bagio (F. Hamilton, 1822)
- Muraenesox cinereus (Forsskål, 1775)
- Muraenesox yamaguchiensis Katayama & Takai, 1954